# Île aux Tonneliers
L’île aux Tonneliers (anglais : Coopers Island)  est un ancien îlot de l'océan Indien qui était autrefois situé tout près de la côte nord-ouest de l'île Maurice en face de Port-Louis, l'actuelle capitale de la république de Maurice.

## Histoire
L'île reçoit la visite de plusieurs scientifiques de l'expédition Baudin alors en escale le 22 mars 1801. D'après le Voyage dans les quatre principales îles des mers d'Afrique publié par Jean-Baptiste Bory de Saint-Vincent en 1804, elle se présente alors comme une île « longue et basse » qui a été « réunie à la terre par M. de Tromelin, à l'aide d'une belle chaussée de plus de huit cent pas de longueur » et qui porte son nom.

## Géologie
Durant sa visite, le naturaliste note que l'île « n'est formée que de corps marins et de débris de coquilles ou de madrépores » mais ajoute que l'on voit en quelques endroits « des roches volcaniques roulées, qui paraissent avoir été arrachées par les eaux à une couche inférieure que des restes d'animaux ont encroûtée ». À cette époque, elle ne se distingue qu'à une très petite distance, « et tout au raz de l'eau ». De fait, « elle n'est cultivée nulle part » et il n'y a sur place que quelques établissements dépendant des forts élevés de l'île de France.

## Flore
Selon Bory de Saint-Vincent, « l'île aux Tonneliers est aride ; le sol blanc y réfléchit les rayons du soleil dont aucun arbre ne rompt la force, de sorte que la chaleur y est insoutenable, quand les vents ne la modèrent pas ». Aussi, d'après lui, elle offre « pendant les deux tiers de l'année », « au milieu des ardeurs de l'été », le spectacle que donne la nature en France métropolitaine pendant l'hiver : la verdure qui occupe une partie de l'île est dévorée par l'ardeur ambiante, « et le bois, dépouillé des arbustes, présente des bosquets sans feuilles et sans fleurs ».
Cependant, alors qu'il visite l'île avec Louis Marie Aubert Du Petit-Thouars et Joseph Pierre Leboux-Dumorier, il la trouve dans une situation favorable : elle étale sous leurs yeux « des richesses qui nous étaient inconnues ». Le voyageur en escale y fait une moisson de beaux végétaux : Asparagus sarmentosus, Cleome viscosa, Cynanchum obtusifolium, Euphorbia hirta, Euphorbia pillulifera, Lithrum pemphis ou Suriana maritima, mais aussi deux Convolvulus, des Dolichos et des Sida.